# Principauté épiscopale de Mersebourg
1004–1565
Entités précédentes :
- Duché de Saxe

Entités suivantes :
- Électorat de Saxe

La principauté épiscopale de Mersebourg (en allemand : Fürstbistum Merseburg) est une principauté épiscopale du Saint-Empire romain germanique aujourd'hui disparue. Le diocèse est fondé en 968, comme suffragant de l'archidiocèse de Magdebourg, son siège est localisé à Mersebourg sur la Saale dans la partie orientale du duché de Saxe. Avec Magdebourg et les diocèses de Zeitz et de Meissen, il est un cœur de l'évangélisation de la marche de l'Est saxonne à l'époque des souverains ottoniens et saliens. 
En tant qu'évêché (Hochstift), Mersebourg fut également une principauté ecclésiastique et un État du Saint-Empire romain. Les frontières de la principauté et du diocèse de Mersebourg ne coïncidaient pas. Les évêques, seigneurs temporels, faisaient partie du collège des princes ecclésiastiques à la Diète d'Empire. 
Lors de la Réforme protestante au XVIe siècle, la foi luthérienne fut acceptée par une frange importante de la population dans les pays épiscopaux. L'évêché catholique fut finalement sécularisé en 1565 et passa à l'électorat de Saxe. Plus tard, le duché de Saxe-Mersebourg a été créé par la branche albertine de la maison de Wettin.

## Histoire

### Création
L'évêché est créé sur le territoire du diocèse d'Halberstadt selon le vœu du roi Otton Ier, après la victoire remportée sur les Magyars lors de la bataille du Lechfeld en 955. Après avoir obtenu l'accord du pape Jean XIII au synode de Ravenne en 967, conférant à Magdebourg le rang d'archidiocèse, ce n'est toutefois qu'après le décès de l'archevêque Guillaume de Mayence le 2 mars 968 quand Otton a pu mettre en œuvre la décision. À côté de l'archidiocèse de Magdebourg il fonde trois évêchés suffragants, Meissen, Mersebourg et Zeitz, tous avec mission d'évangéliser les tribus slaves (Wendes) des marches au-delà de la Saale.
Le premier évêque de Mersebourg, Boson († 970), un missionnaire parmi les Slaves, provient de l'abbaye Saint-Emmeran à Ratisbonne en Bavière ; il a reçu les ordres par l'archevêque Adalbert de Magdebourg. Son successeur Giselher, issu d'une famille de la noblesse saxonne, devient archevêque de Magdebourg en 981 et il a obtenu que l'évêché fut fusionné avec l'archidiocèse. Après son décès le 25 janvier 1004, le roi Henri II crée de nouveau le diocèse de Mersebourg.

### Prospérité

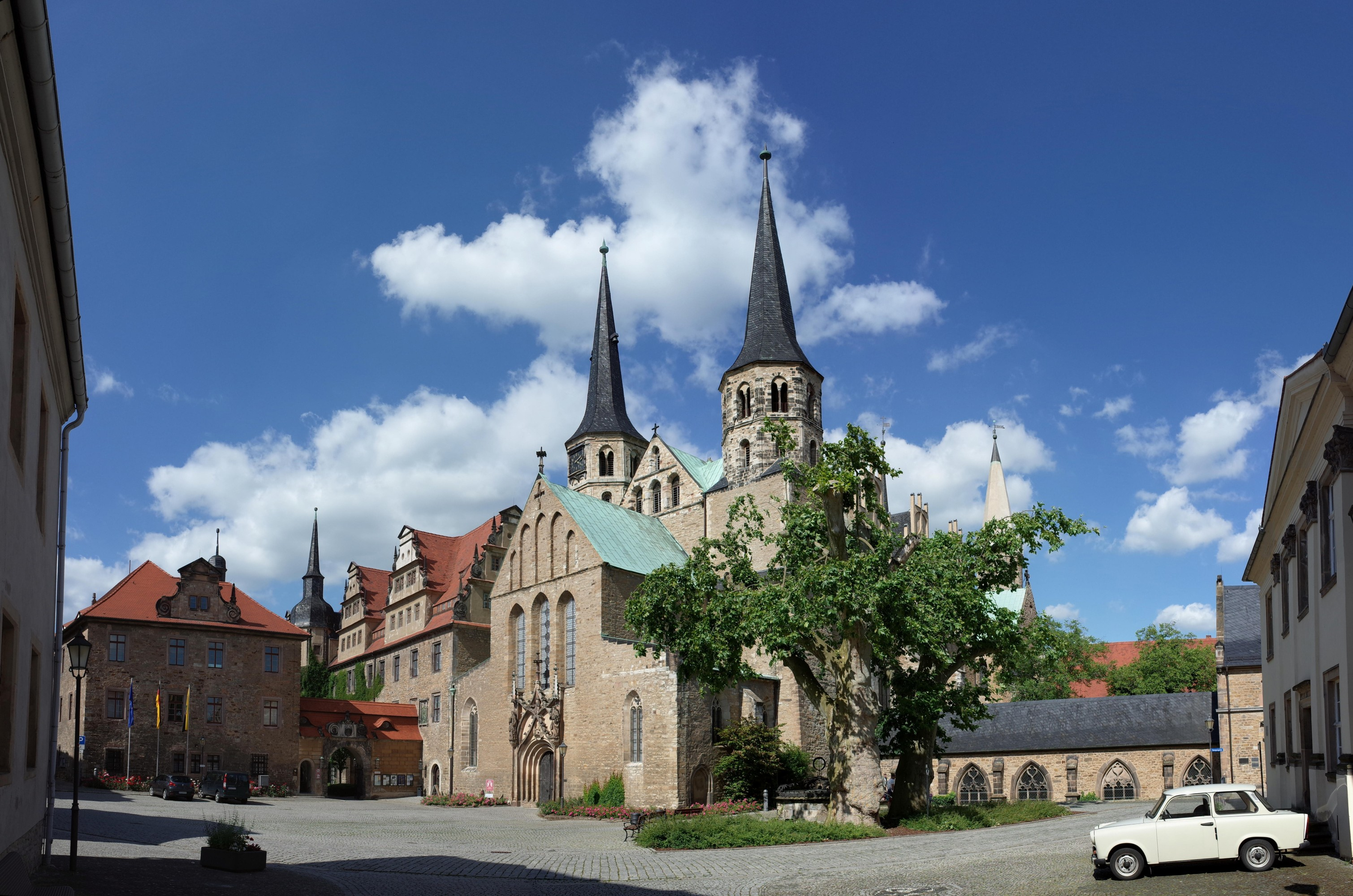
La cathédrale et le château de Mersebourg.

Dithmar, le célèbre chroniquer, fut nommé évêque de Mersebourg en 1009. Il a posé la première pierre de la cathédrale de Mersebourg en 1015 ; en 1021, l'édifice est consacrée par son successeur Bruno, en présence de l'empereur Henri II. Le souverain assure la richesse du diocèse, notamment en raison de son importance stratégique avec la marche de l'Est.
Au cours de la révolte des Saxons, en 1075, l'évêque Werner de Mersebourg († 1093) a temporairement été imprisonné par le roi Henri IV. Plus tard, il a incité l'inhumation du antiroi Rodolphe de Rheinfelden, tué à la bataille de Hohenmölsen le 15 octobre 1080, dans la cathédrale de Mersebourg. En 1085, il a soutenu l'antiroi Hermann de Salm et fut expulsé une nouvelle fois.
Jusqu'à la Réforme, Mersebourg est un siège épiscopal et un important centre religieux. Bien que l'évêché est l'un des territoires épiscopaux les plus petits, l'autorité spirituelle de l’évêque comprend la ville importante de Leipzig, correspondant aux domaines dans le sud de l'actuelle Saxe-Anhalt et la partie adjacente  de l'État libre de Saxe. À la fin du Moyen Âge, l'évêché comprend 310 églises paroissiales et affiliées. Par ailleurs, l'évêque de Mersebourg exerce le rôle de chancelier de l'université de Leipzig fondée en 1409, ce même après la Réforme. L'évêque Tilo von Trotha (le frère aîné de Hans von Trotha) est considéré comme l'un des plus importants dignitaires ecclésiastiques du Saint-Empire au Moyen Âge tardif. Durant ses 47 années de règne, il fait commencer la reconstruction du château de Mersebourg en 1470 puis en 1510 de la cathédrale d'une basilique à une église-halle en style gothique tardif.

### Déclin

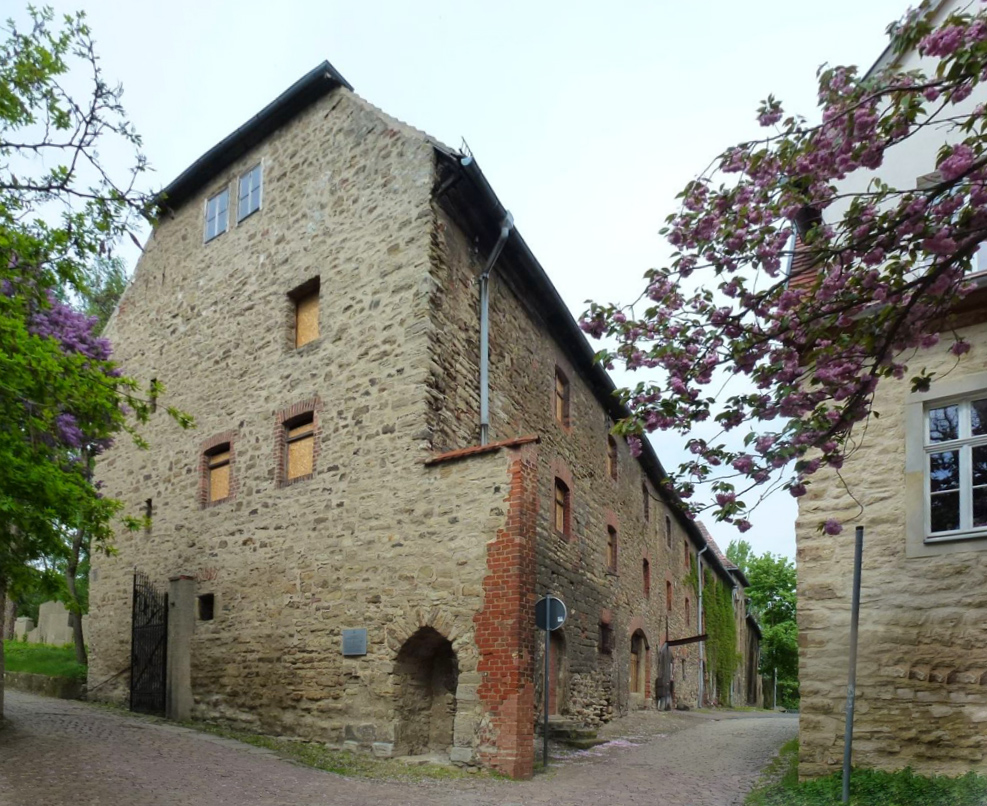
Bâtiments restants de l'abbaye Saint-Pierre de Mersebourg, fermée en 1562.

Pendant la guerre des Paysans, le 3 mai 1525, l'évêque Adolphe II d'Anhalt-Zerbst, ennemi acharné de Martin Luther, doit fuir à Leipzig à cause des émeutes protestantes. Le 8 mai, les factieux tentent de prendre d'assaut l'enceinte de la cathédrale. Au terme de procès bref, quatre citoyens et quatre paysans sont décapités sur le marché de Mersebourg le 10 juin 1525. À partir de 1544, le prince Auguste Ier de Saxe fut administrateur protestant de l'évêché. La guerre de Smalkalde et le siège de Leipzig par les forces de l'électeur Jean-Frédéric Ier de Saxe en 1547 ont entraîné de lourdes pertes d'argent et d'or en possession de Mersebourg, donnés pour battre monnaie de siège.
Après la mort de Michael Helding, dernier évêque catholique, en 1561, la Réforme prononce la dissolution de l'évêché. Le prince Alexandre de Saxe, fils de l'électeur Auguste Ier âgé de sept ans, est nommé administrateur du territoire. Après sa mort prématurée en 1565, son père a finalement fusionné l'ancien évêché dans son électorat de Saxe. 90 années plus tard, le duché de Saxe-Mersebourg est né.